# Teodor Prodrom
Teodor Prodrom grč. Θεόδορος Πρόδρομος, († oko 1166. godine), poznat i kao Ptohoprodrom (Πτοχοπρόδρομος = Siroti Prodrom), bizantski pisac, vjerojatno najveći poeta Bizanta 12. st., poznat po nizu svojih djela, među kojima posebno mjesto zauzima roman u stihovima Rodanta i Dosiklej (Τὰ κατὰ Ῥοδάνθην καὶ Δοσικλέα) u devet knjiga.